# Flügelsäge

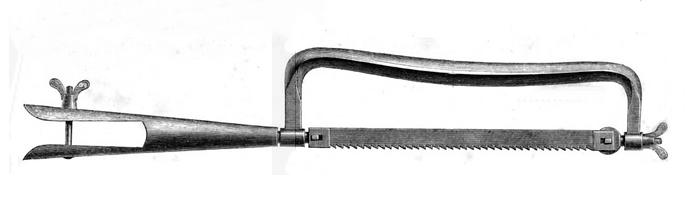
Flügelsäge, Skizze von 1868; links die Hülse zur Aufnahme der Holzstange

Eine Flügelsäge ist eine Stangensäge zur Wertästung stehender Bäume. Die Säge ist auf einer mehrere Meter langen Stange aufgesetzt, so dass Waldarbeiter ohne Leiter trockene Äste und Zweige an Baumstämmen absägen können. Die Flügelsäge wurde von dem Forstsachverständigen Georg Friedrich Wilhelm Alers erfunden und damals in 18 deutschen sowie fünf europäischen Ländern patentiert.

## Beschreibung in der Literatur
Seine Erfindung publizierte Alers 1868 in dem Buch Ueber das Aufästen der Waldbäume durch Anwendung der Höhen- oder Flügelsäge. In dem Werk beschreibt er den forstlichen Nutzen der Säge für die Qualität des Holzes, da sich durch das Absägen von Totästen am Baumstamm keine qualitätsmindernden Astlöcher entwickeln können. Auch stellt er umfangreiche Wirtschaftlichkeitsberechnungen sowie Vergleiche mit anderen Ausästungsmethoden an. Alers schlägt in seinem Buch den Einsatz der Säge vor allem bei Nadelbäumen mit ihren langen Stämmen vor. Die Flügelsäge ist auch bei Laub- und Obstbäumen einsetzbar. Durch lange Stangen ist ein Sägen bis in 40 Fuß Höhe, umgerechnet 12 Meter, möglich. 
Der hannoversche Forstmann Heinrich Christian Burckhardt bewertete die Flügelsäge positiv. Ähnlich äußerten sich andere bekannte Forstleute des 19. Jahrhunderts, wie beispielsweise Carl Grebe aus Eisenach.